# General Motors EV1

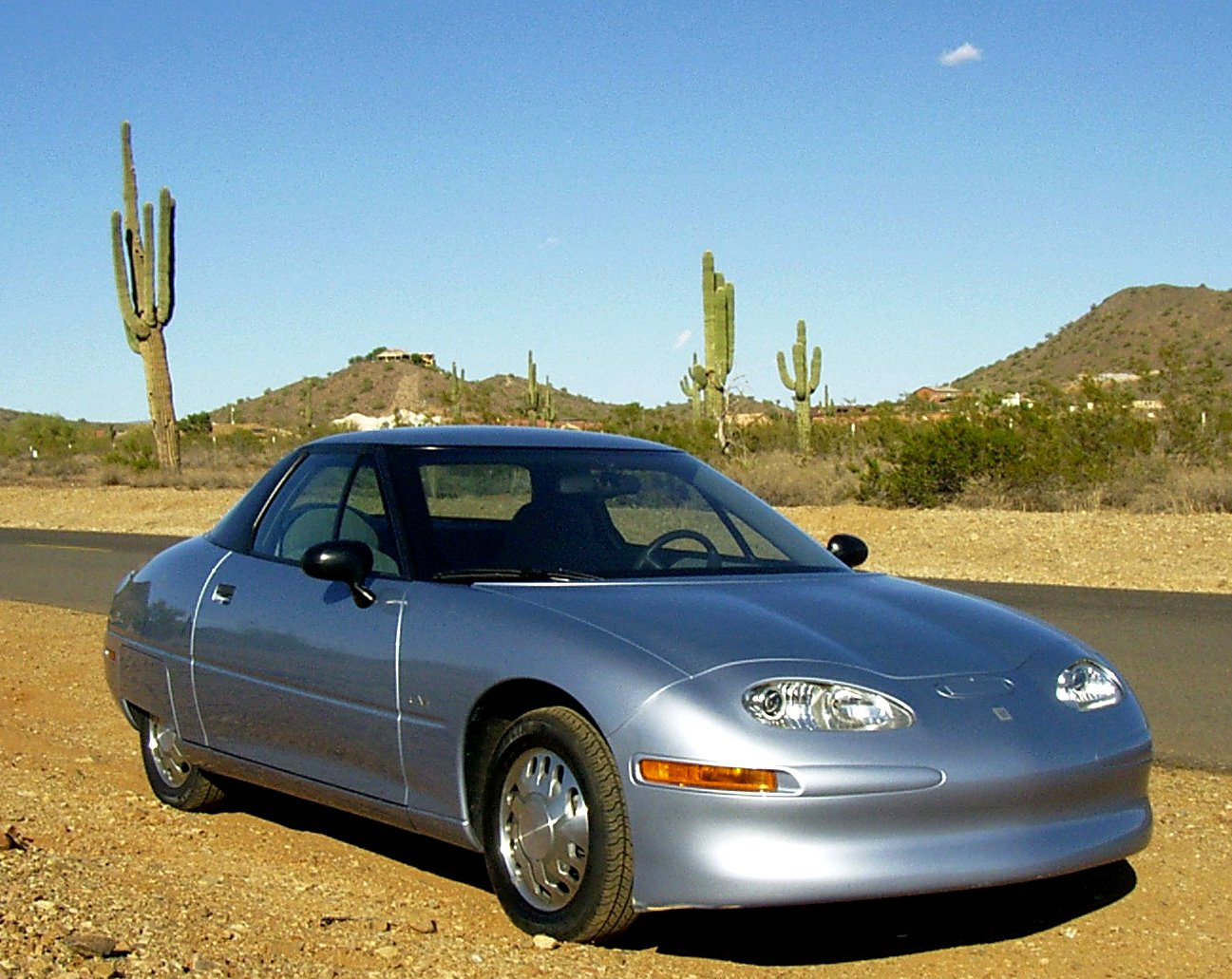
General Motors EV1.

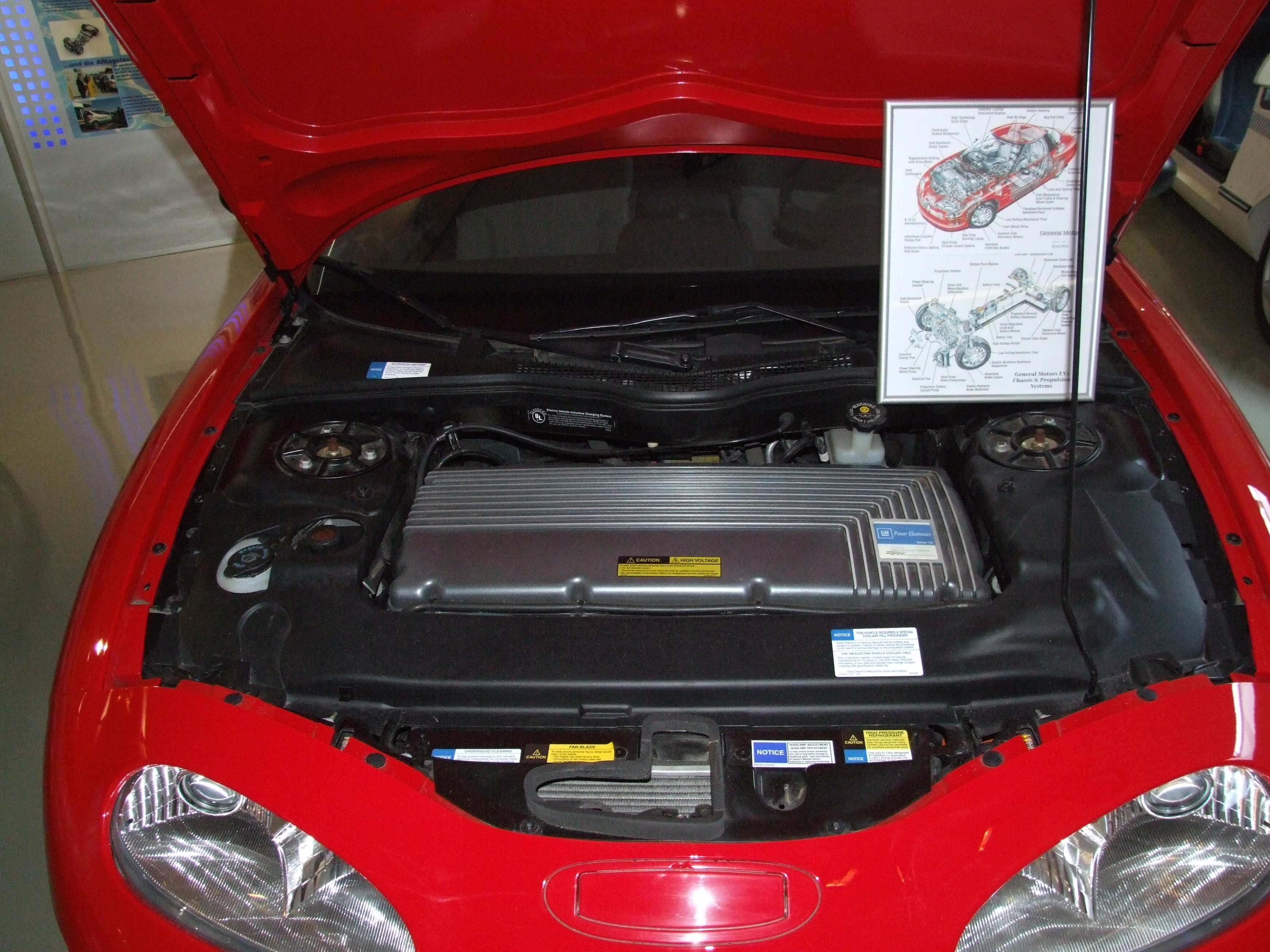
Capot ouvert, au Museum Autovision, Altlußheim.

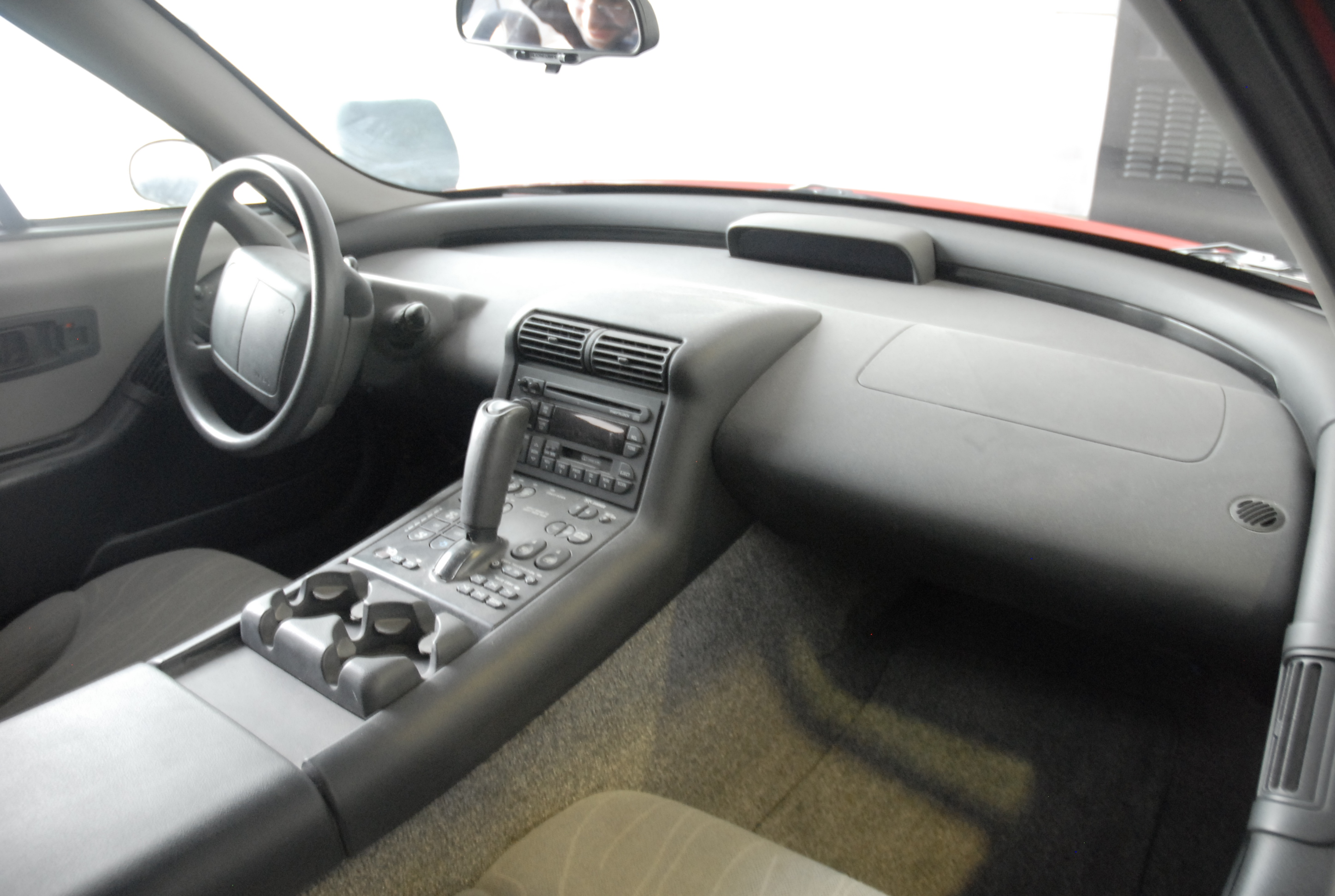
Vue intérieure.

L'EV1 fut la première voiture électrique de série produite par General Motors aux États-Unis et fut le seul véhicule de l'histoire de cette société à porter la marque « General Motors ». Cette voiture de deux places, construite de 1996 à 1999, était uniquement disponible en location longue durée et non à la vente.
GM loua plus de 800 voitures EV1 sur les 1 117 produites, les véhicules loués devant contractuellement être restitués à GM après le terme de la location de trois ans. Elles étaient disponibles en Californie et en Arizona et pouvaient être louées et entretenues chez les concessionnaires Saturn.
Le but de l'EV1 était, d'une part, de satisfaire les nouvelles lois californiennes sur les véhicules à zéro émission du début des années 1990. Ce programme ZEV (pour Zero Emission Vehicle) spécifiait qu'en 1998, 2 % de l'ensemble des véhicules mis en circulation devaient ne plus émettre aucun gaz polluant, puis 5 % en 2001 et 10 % en 2003. GM dépensa plus d'un milliard de dollars pour développer et commercialiser l'EV1, bien qu'une partie de ce coût fût pris en charge par l'administration Clinton.
En 2001, GM annula le programme EV1. Malgré des listes d'attente de clients et un retour positif des locataires, GM déclara qu'il ne pourrait écouler assez de voitures pour rendre ce programme rentable. GM détruisit la majorité de celles-ci et demeura silencieux par la suite. Le prix du véhicule utilisé pour le calcul des loyers variait de 33 995 à 43 995 dollars, ce qui représentait des loyers mensuels de 299 à 574 dollars. Un officiel de l'industrie automobile déclara que chaque EV1 coûtait à GM environ 80 000 dollars, incluant les coûts de recherche et de développement. Le prix de location des véhicules dépendait également des remises pratiquées par les États. À l'époque, le coût de l'électricité employée comme force motrice du véhicule revenait à environ 1/2 à 1/3 du coût en essence.

## Technologie
L'EV1 était un véhicule conçu spécialement pour l'électrique et non pas l'adaptation d'un véhicule existant. GM utilisa plusieurs technologies avancées dont :
- châssis en aluminium,
- panneaux latéraux résistant aux chocs,
- freins avec système antiblocage,
- contrôle de la motricité des roues avant,
- pompe à chaleur pour l'air conditionné,
- démarrage et allumage sans clef,
- verre n'autorisant l'échange thermique que dans un sens, ce qui permet une meilleure isolation,
- système de freinage permettant de recharger la batterie lorsque les freins sont actionnés,
- pneus anti-crevaison,
- coefficient aérodynamique très faible (Cx=0,19, S.Cx=0,36 m²),
- jantes en alliage extra-léger,
- pneus à faible résistance.

La plupart de ces technologies avaient pour but d'améliorer l'efficacité globale de l'EV1.
La première génération d'EV1 utilisait des batteries plomb-acide en 1996 (pour le modèle de l'année 1997) et la deuxième génération fonctionnait avec des batteries plomb-acide ou batteries Nickel-Metal Hydride en 1999. Certaines des EV1 de première génération furent remises à neuf et améliorées pour fonctionner avec des batteries plomb-acide Panasonic.
Avec une charge complète de batterie, les modèles de première génération pouvaient parcourir entre 90 et 150 km avec les batteries plomb-acide Delco. Les voitures EV1 de deuxième génération pouvaient parcourir de 160 à 225 km avec les batteries Nickel-Metal Hydride Ovionic et de 120 à 160 km avec les batteries Panasonic.
En 1994, un concept de voiture électrique GM, appelé Impact, précurseur de l'EV1, a obtenu le record de vitesse des véhicules électriques avec une vitesse de 295 km/h.

## Expériences des utilisateurs
Il y avait de nombreux obstacles à franchir avant d'acquérir une EV1. Elle ne pouvait pas être achetée et seule une location de trois ans sans option de renouvellement était possible. Les séances de conduite du véhicule ne pouvaient être effectuées sans rendez-vous. Seuls certains concessionnaires en Californie disposaient de l'EV1 et un spécialiste de ce véhicule était indispensable pour autoriser la location.
Avant la discussion sur les termes du contrat de la location, le locataire potentiel devait prendre des cours où lui étaient expliquées les différences entre l'EV1 et les véhicules ordinaires. Il devait ensuite s'inscrire sur une liste d'attente qui ne mentionnait pas la date de livraison. Après une attente de deux à six mois, une EV1 était attribuée au locataire. Puis il devait installer un chargeur chez lui, ce qui prenait une à deux semaines.
Une fois ces épreuves passées, posséder un tel véhicule était une expérience unique et une réelle récompense après les difficultés subies. Avec un Cx de 0,19, l'EV1 avait la plus faible résistance à l'air de tous les véhicules de série jamais construits,. Les conséquences en étaient que, aux vitesses que l'on pouvait atteindre sur l'autoroute, le seul son audible correspondait le plus souvent aux vrombissements réguliers créés par les roues ; le moteur et le mouvement de l'air sur la carrosserie n'en produisaient aucun. À des vitesses plus faibles et à l'arrêt, comme aux feux de carrefours, on ne pouvait entendre aucun son. Les performances étaient excellentes, avec un passage de 0 à 100 km/h en 8 s. La vitesse maximale était limitée à 125 km/h, même si le système de propulsion de l'EV1 et sa forme aérodynamique autorisaient théoriquement d'atteindre les 300 km/h. Ces données, ainsi que d'autres, étaient affichées sur le tableau de bord, d'un style futuriste en forme de trait incurvé, situé sous la base du pare-brise.
Le chargeur à installer chez soi, de dimensions 49,5 × 66 × 165 cm, possédait un dissipateur thermique intégré et ressemblait à une pompe classique. Le système fonctionnait entièrement par induction (transmission d'énergie à distance) et consistait à placer une pale devant le port de l'EV1. Le processus était simple et efficace, mais parce que le chargeur était généralement à l'intérieur du garage, il était nécessaire de garder la porte du garage ouverte pour recharger les batteries du véhicule.
La faible distance pouvant être parcourue par l'engin laissait parfois à désirer. Les versions initiales de l'EV1, qui fonctionnaient avec des batteries plomb-acide, étaient censées pouvoir fonctionner sur 120 km, mais en réalité, la distance que l'on pouvait parcourir oscillait plutôt entre 70 et 95 km, parce que la recharge des batteries demandait du temps et que les stations étaient peu nombreuses ; la plupart des EV1 ne pouvaient pas s'éloigner de beaucoup de la maison.
Cependant, conduire l'EV1 était un peu une projection dans le futur.

## Annulation
En 2003, à la suite de poursuites par trois grands constructeurs automobiles, General Motors, DaimlerChrysler et Isuzu Motors, le California Air Resources Board affaiblit le programme de véhicule à zéro émission (ZEV) suffisamment pour que GM annule l'essentiel du programme EV1. À l'échéance de la concession, les voitures restantes sont entreposées dans une installation à Burbank. GM fera don d'une petite partie des EV1 à des collèges et des universités, à des étudiants en ingénierie, ainsi qu'à de nombreux musées, dont la Smithsonian Institution ; le reste sera détruit et recyclé.
Le site internet EVWorld.com a souligné que si GM avait vendu les voitures restantes, la firme aurait été engagée quant à la qualité de ses véhicules et que sa ligne d'action l'engageait à fournir une assistance et des pièces détachées pendant une durée de dix ans. Plus de cent personnes ont proposé d'acheter une voiture électrique, en connaissance de cause, mais GM refusa. Le porte-parole du groupe, Dave Barthmus, a déclaré : « Même si les acheteurs potentiels promettent de ne pas poursuivre GM en justice pour des raisons de fiabilité au niveau de la conception ou de la production, dans la société de droit d'aujourd'hui, l'irresponsabilité légale n'existe pas. » Il dira aussi : « Après avoir dépensé plus d'un milliard de dollars sur une période de quatre ans, nous avons seulement réussi à louer 800 EV1s. Cela n'a pas de sens commercialement. » Des organisations activistes ont de leur côté déclaré qu'une liste d'attente de près de 5 000 clients potentiels avait été ignorée.
Un documentaire, Who Killed the Electric Car? (Qui a tué la voiture électrique ?), diffusé sur la chaîne publique PBS en juillet 2006, met en cause les lobbies pétroliers et l'administration Bush pour pousser GM à arrêter le programme de l'EV1. Le documentaire explique, entre autres, comment GM a soudainement décidé de détruire l'ensemble des EV1, malgré les offres d'achat faites par les consommateurs qui sont allés jusqu'à proposer 1,9 million de dollars et manifester pendant plus de quinze jours devant les 78 modèles restants dans le parc de GM à Burbank. Le film peut être visualisé dans son intégralité sur Dailymotion, en cinq parties.
Le 15 juin 2006, la voiture exposée au Smithsonian était retirée ; en dépit du fait que GM ait été un contributeur financier majeur du musée, le constructeur automobile et la Smithsonian Institution ont tous deux affirmé que cela ne contribua pas à retirer l'exposition,.
Toutes les EV1 n'ont pas été détruites. Certaines ont été sélectionnées et on peut les voir rouler principalement à Warren (dans l'État du Michigan), où se trouve le centre technologique de GM. En 2006, Rick Wagoner, l'ancien président et directeur de GM, a déclaré que l'annulation du programme EV1 avait été sa pire décision. En décembre 2008, à la lumière des récentes difficultés de la compagnie, Wagoner, qui a démissionné de son poste en 2009, a regretté de n'avoir pas poussé le développement de véhicules électriques.

## Variantes de l'EV1 (non commercialisées)

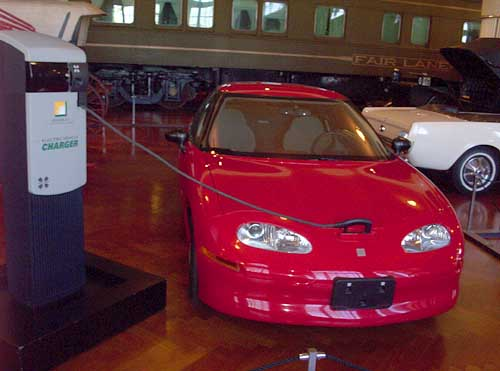
Une EV1 en position de recharge dans une station.

General Motors a révélé l'existence de différentes variantes de l'EV1 à l'état de prototypes lors du Salon de l'automobile de Détroit en 1998. Il y avait des versions hybrides diesel/électrique, GPL/électrique, essence/électrique et un véhicule fonctionnant avec un moteur GPL à faible émission.
La nouvelle série était une variante à quatre places de l'EV1, agrandie de 48 cm. Pour les véhicules hybrides et électriques, le pack de batteries était amélioré et pouvait désormais contenir 44 cellules NiMH disposées en « I » et pouvait être rechargé en seulement deux heures, en utilisant le chargeur 220 V rangé dans le véhicule. Des unités de stockage supplémentaires pouvaient être installées dans le coffre et étaient complémentaires au moteur électrique à induction 3e génération. Ce dernier, installé à l'avant du véhicule, pouvait délivrer une puissance de 137 ch. Les modifications des hybrides permettaient au véhicule de parcourir 64,4 km.

### EV1 fonctionnant au GPL
La variante GPL était la seule à ne pas utiliser l'énergie électrique, même si elle possédait la même plate-forme. C'était un moteur Suzuki d'un litre de cylindrée entièrement conçu en aluminium et accompagné d'un turbo I3 placé sous le capot. Grâce à l'indice d'octane très élevé du GPL, dont on suppose qu'il pourrait être encore plus compressé, ce petit moteur délivrait 72 ch.
Les batteries étaient remplacées par deux réservoirs qui pouvaient supporter une pression de 3 000 psi (207 bar). Ces derniers pouvaient être ravitaillés par une pompe GPL classique en seulement quatre minutes. Les électrovannes à l'intérieur des réservoirs peuvent couper le circuit moteur pendant le ravitaillement lorsque le moteur est inactif, et il est prévu un dispositif qui abaisse la pression dans les cas de température ou de pression excessives. Grâce à sa transmission à variation continue, la voiture passait de 0 à 100 km/h en 11 secondes. Le rayon d'action maximum variait de 550 à 630 km et la consommation était de 2,4 L/100 km.

### EV1 Hybrides
Les prototypes hybrides possédaient un moteur pourvu d'une turbine à gaz de type APU placée dans le coffre. Une turbine à gaz à un temps et un générateur AC hautes performances étaient fournis par Williams International. Elle pesait 99,8 kg, mesurait 50,8 cm de long pour un diamètre de 55,9 cm et consommait de 2,4 à 3,9 L/100 km. La turbine pouvait fonctionner avec différents carburants comme le gazole ou le GPL. L'APU démarrait automatiquement quand le niveau de charge des batteries passait sous la barre des 40 % et délivrait 40 kW de puissance électrique, suffisamment pour atteindre les 128,8 km/h et remonter le niveau de charge des batteries NiMH à 50 %.
Le réservoir d'essence pouvait contenir 24,6 litres, qui permettaient au véhicule de parcourir en mode hybride plus de 630 km, avec une consommation d'essence de 3,9 à 2,4 L/100 km, en fonction de la conduite adoptée. La voiture passait de 0 à 100 km/h en 9 secondes.

### Doubles hybrides
Cette variante hybride utilisait un moteur Isuzu TDI 1,3 L d'une puissance de 75 ch, installé dans le coffre avec un moteur-générateur DC 6,5 ch, les deux moteurs entraînaient les roues arrière par le biais d'un arbre de transmission contrôlé par un dispositif électronique. Combinés avec un moteur à induction AC qui entraînait les roues avant, les trois moteurs délivraient une puissance totale de 219 ch et faisaient passer le véhicule de 0 à 100 km/h en 7 secondes. En un seul plein, la voiture pouvait parcourir 868 km avec une consommation d'essence de 3,1 L/100 km.
Une technologie similaire est utilisée dans le concept 2005 Opel Astra hybride diesel.

### EV1 fonctionnant avec une pile à combustible
Cette variante à propulsion tout électrique fonctionnait grâce à des batteries au méthanol également installées dans le coffre. Cette variante prolongeait les capacités de propulsion tout électrique avec un système de pile à combustible alimentée au méthanol (développée par Daimler-Benz/Ballard pour la Mercedes-Benz NECAR), encore une fois installée dans le coffre. Le système consistait en un convertisseur de combustible, un expandeur/compresseur et l'assemblage de piles à combustibles pour l'alimentation. Le rayon d'action maximal était d'environ 480 km pour une consommation de carburant de 3,1 L/100 km. La voiture passait de 0 à 100 km/h en 9 secondes.